# ハインリヒ・ホーレ
ハインリヒ・ホーレ（Heinrich Hoerle、1895年9月1日 - 1936年7月3日）はドイツの画家である。 「ラインラント表現主義」(Rheinischer Expressionismus)や第一次世界大戦後はバールゲルト(Johannes Theodor Baargeld)やマックス・エルンストと「ケルン・ダダイズム」の画家として活動し、レーデルシャイト(Anton Räderscheidt)のグループにも属した。

## 略歴
ケルンで生まれた。ケルンの工芸学校(Kunstgewerbeschule)で学んだが絵は独学であった。1913年に両親の家にスタジオを開き、同じ年に美術家グループ「Lunists」に加わり、マックス・エルンスト(1891-1976)やオットー・フロイントリッヒ(1878-1943)とも知り合った。第一次世界大戦で、1916年から兵士として出征した。1917年に文芸誌「ディー・アクティオーン(Die Aktion)」に初めて作品が掲載された。 
1919年に画家、写真家のフィック(Willy Fick)の妹でダダイズムの画家アンゲリカ(Angelika Hoerle:1899-1923) と結婚し、夫妻はケルンのダダイズムのグループ「Stupid」の創立メンバーとなった。メンバーの画家のフランツ・ヴィルヘルム・ザイヴェルト(Franz Wilhelm Seiwert:1894-1933)とはザイヴェルトが亡くなるまで親友であった。1920年からザイヴェルトとダダイズムの雑誌「Der Ventilator」で活動した。
ウラジーミル・タトリンやエル・リシツキーの「ロシア構成主義」や、フランスのフェルナン・レジェやオランダの「デ・ステイル」の技術家などの影響を受け自らのスタイルを作り上げた。「新即物主義」の画家の一人とされることもある。1929年にザイヴァートらとケルンの前衛芸術家グループの雑誌を創刊した。ホーレ夫妻は結核に罹りアンゲリカは1931年に亡くなり、ハインリヒも1936年に亡くなった。

## 作品

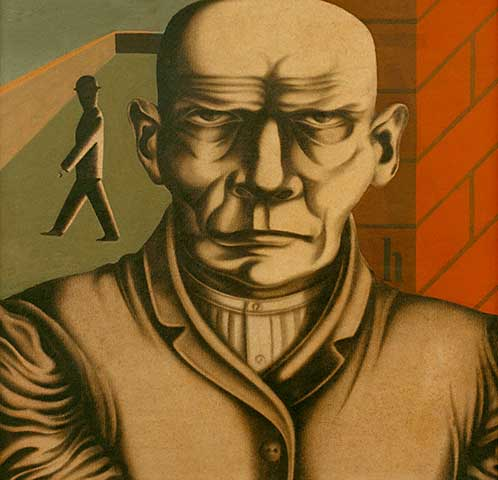
「労働者」(1922/1923)
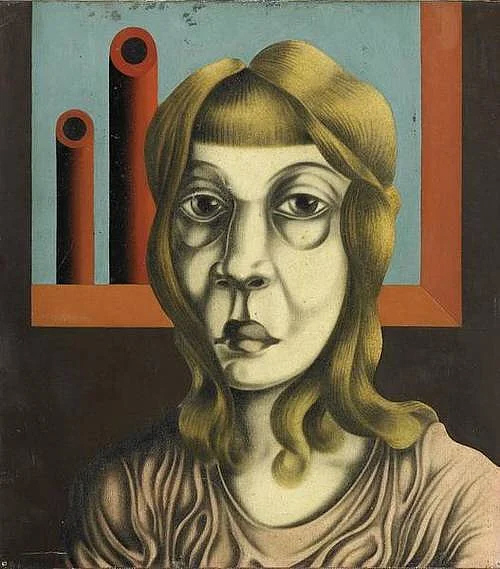
「工場労働者」(1926)
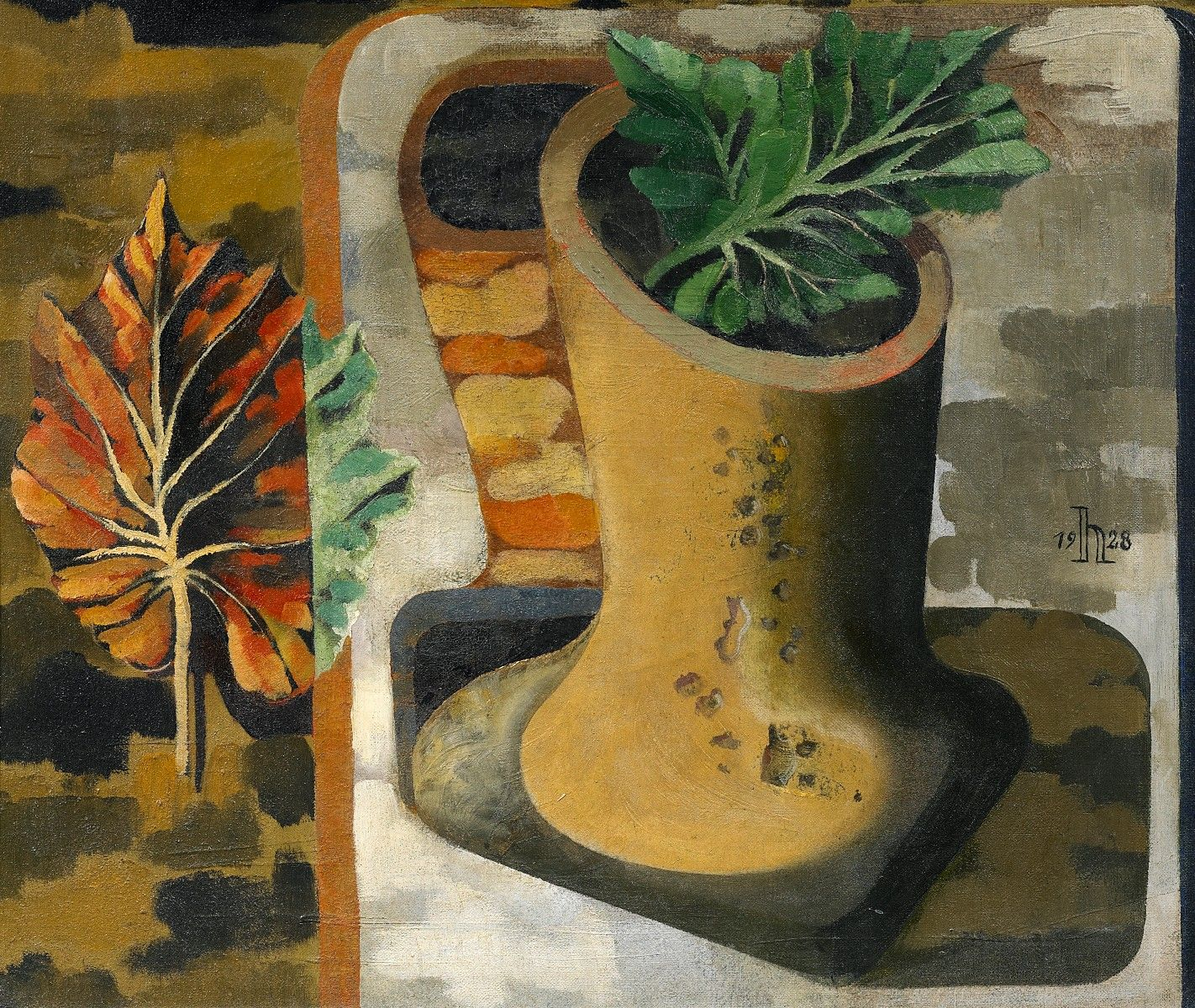
「葉の絵」(1928)
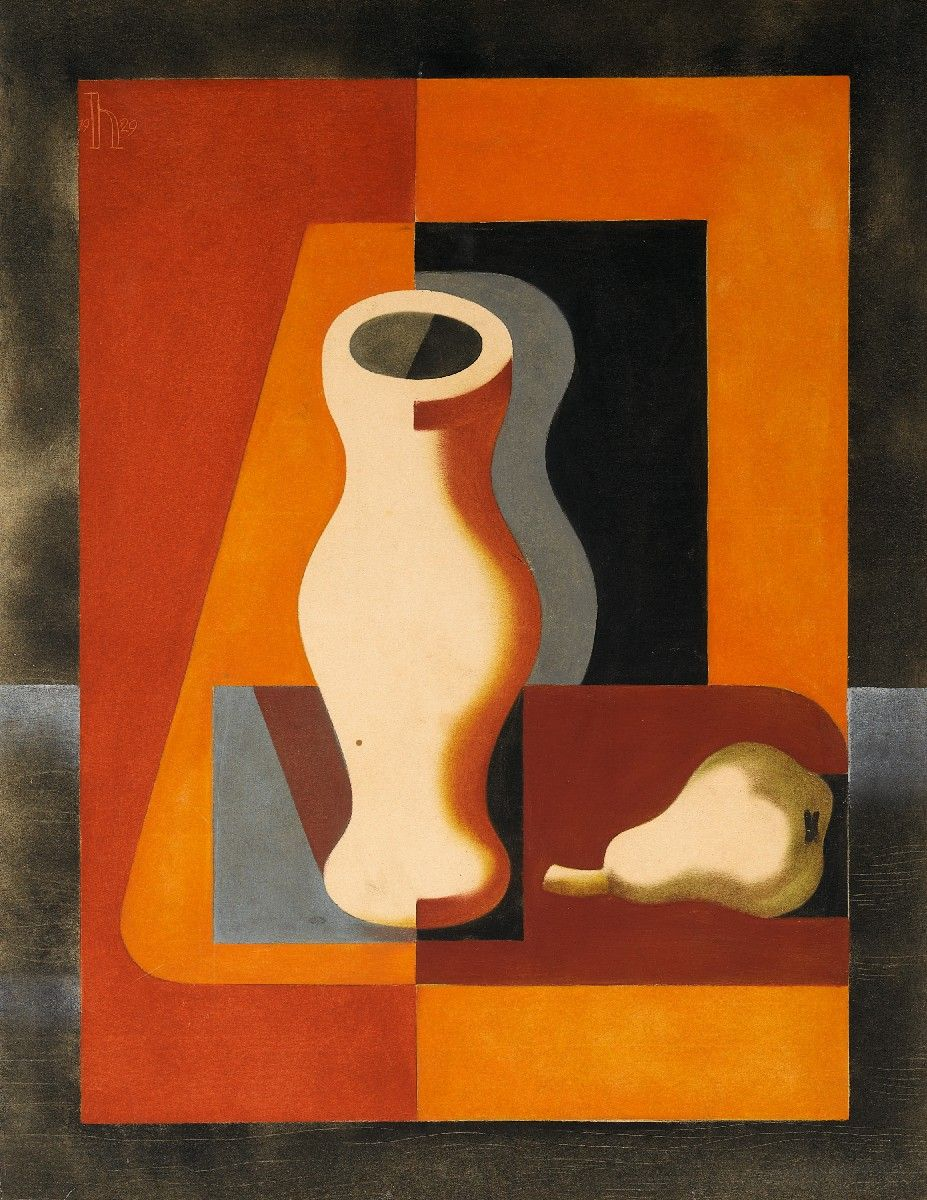
「水差しと梨のある静物画」(1929)
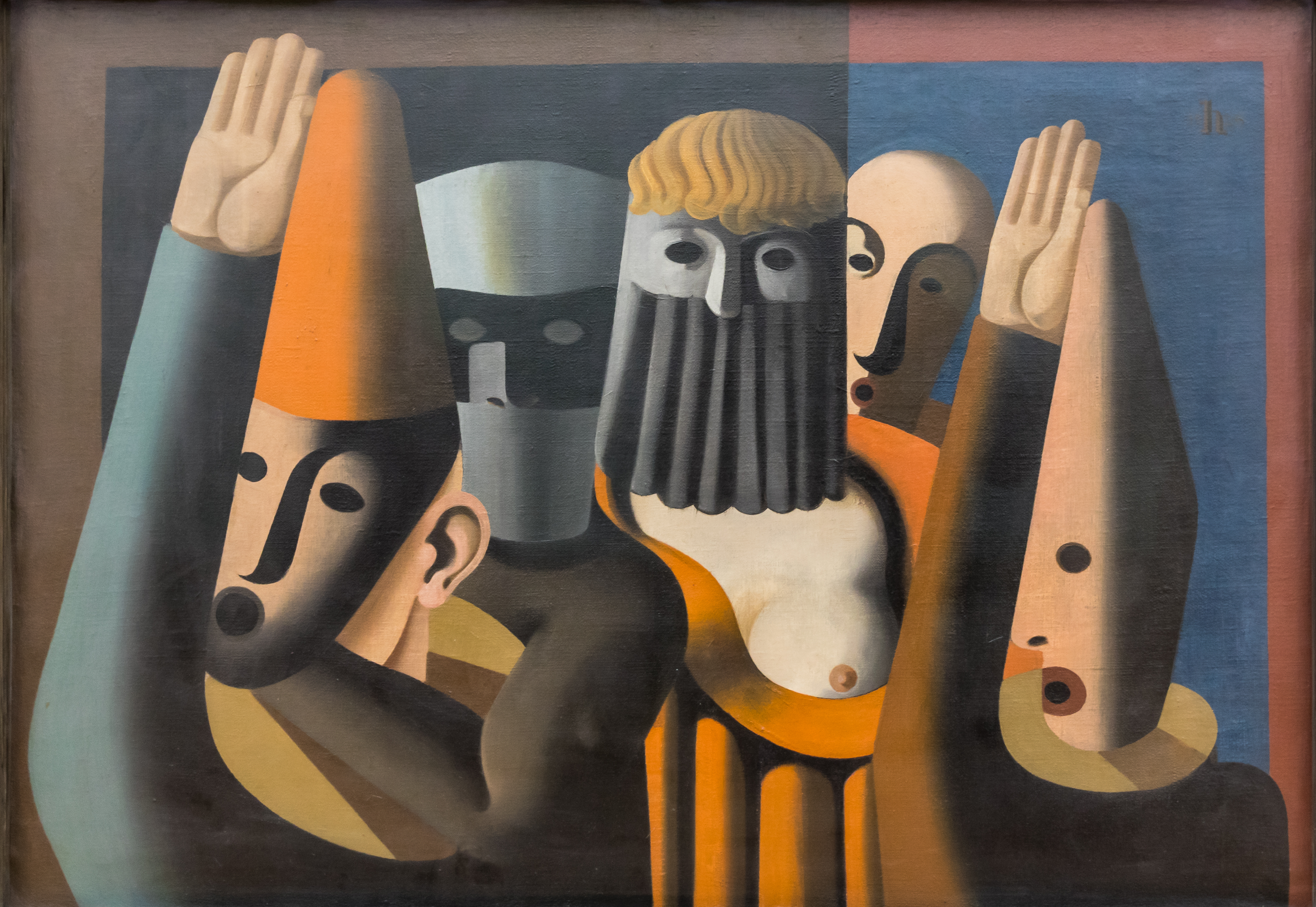
マスク(1929)
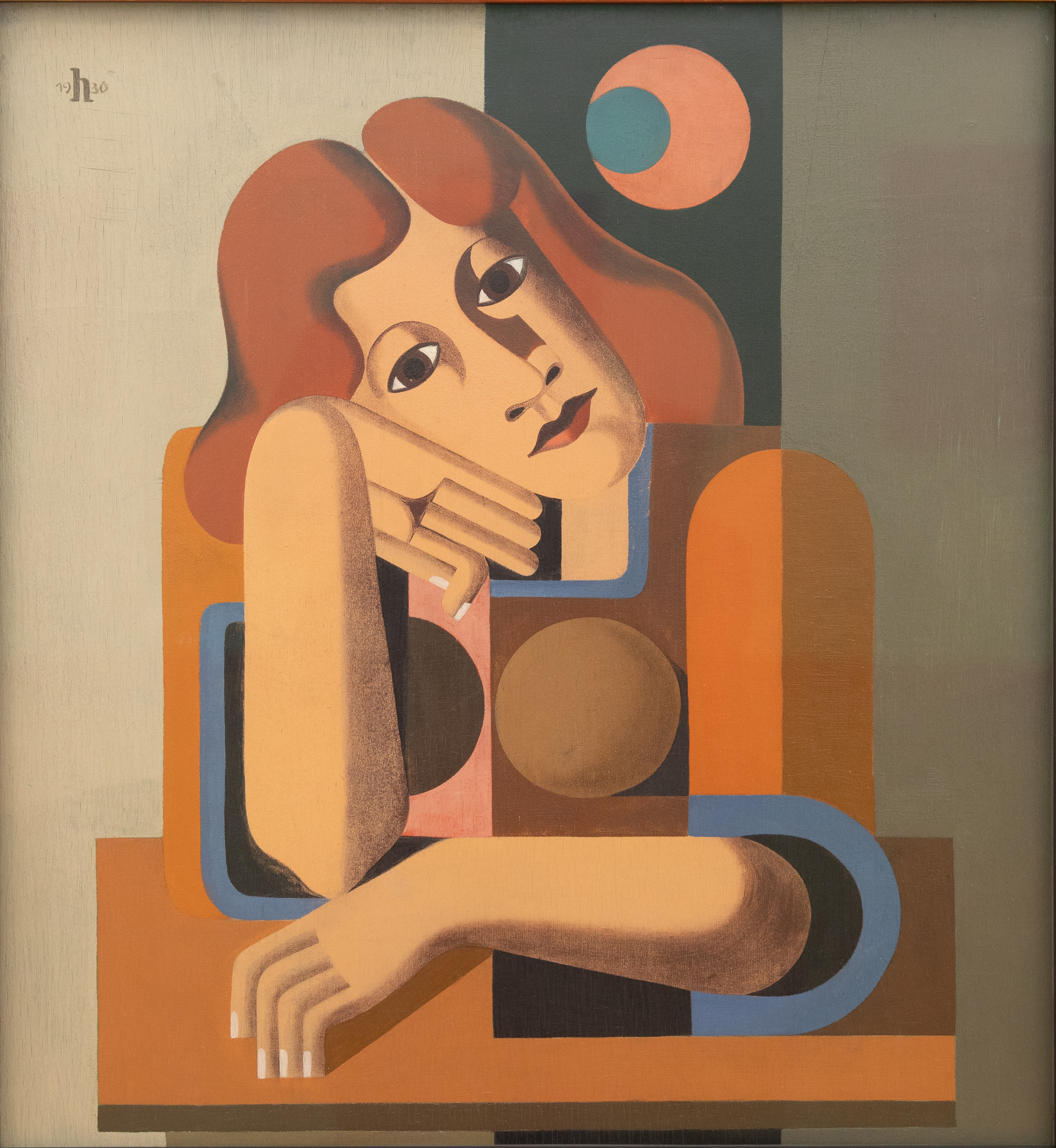
「憂鬱な少女」(1930)
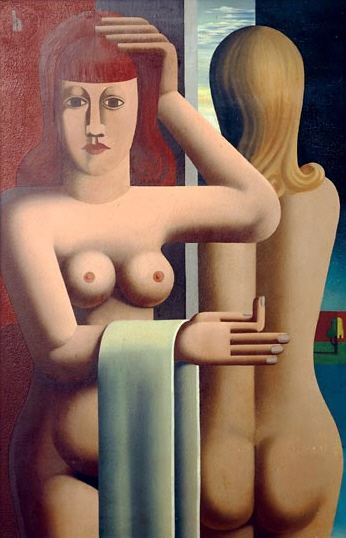
「2人の婦人」(1930)
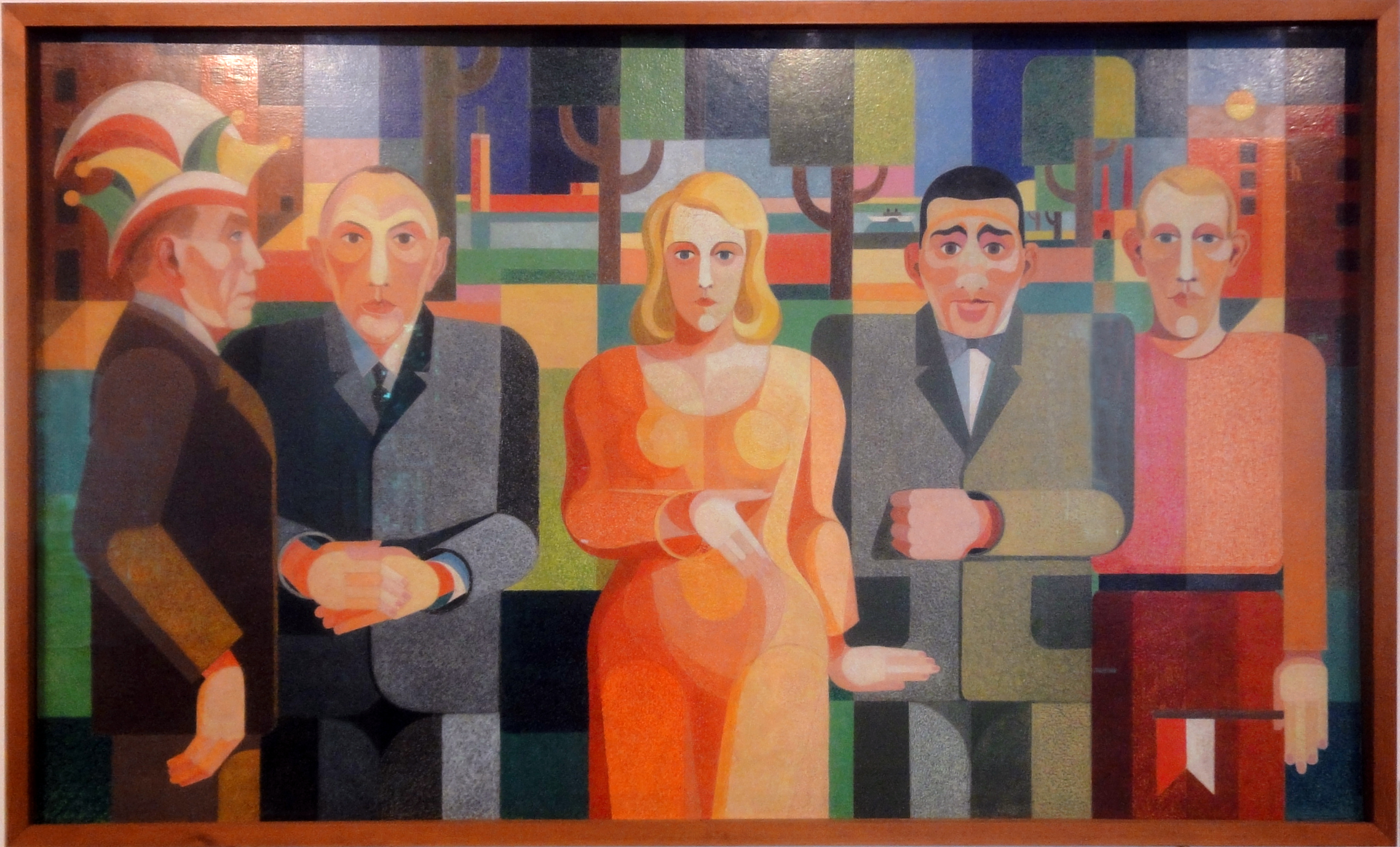
Zeitgenossen (1931/1932)